# Ostrovský potok (přítok Sázavy)
Ostrovský potok je pravostranný přítok řeky Sázavy v okrese Kutná Hora ve Středočeském kraji. Délka jeho toku činí 17,8 km. Plocha povodí měří 78,8 km².

## Průběh toku

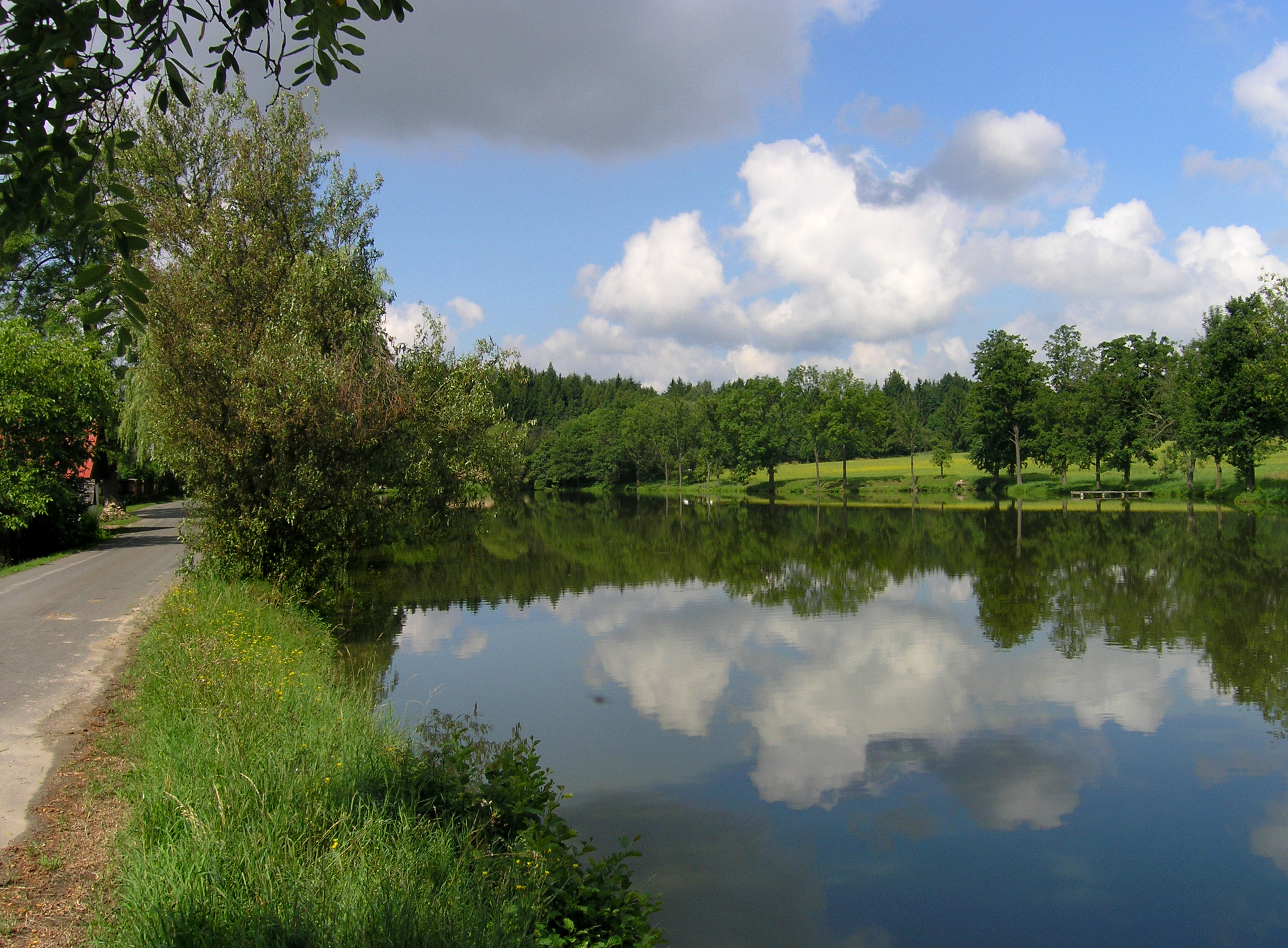
Řeplický rybník

Ostrovský potok pramení v lesích severozápadně od Řeplic v nadmořské výšce 497 m. Nejprve teče jihovýchodním směrem, protéká výše zmíněnou vsí, kde napájí Řeplický rybník. Odtud potok dále směřuje na jihojihozápad k Bohdanči, kde jeho hladinu vzdouvá Pilský rybník. Pod Bohdančí se jeho tok obrací na západ, protéká vsí Ostrov, pod níž jej posiluje zprava Radvančický potok. Dále si udržuje převážně jihozápadní směr. U železniční zastávky Želivec, která se nachází na trati 235, přijímá zprava svůj největší přítok Hodkovský potok. Zhruba 3 km jihozápadně odtud ve Zruči nad Sázavou se Ostrovský potok vlévá do Sázavy na jejím 104,9 říčním kilometru v nadmořské výšce 336 m.

### Větší přítoky
- Radvančický potok (hčp 1-09-01-135) – pravostranný přítok s plochou povodí 9,1 km².[2]
- Slavošovský potok – pravostranný přítok přitékající od obce Slavošov.
- Hodkovský potok (hčp 1-09-01-137) – pravostranný a celkově největší přítok.
- Želivecký potok – pravostranný přítok přitékající od vsi Želivec.
- Lipinský potok – pravostranný přítok přitékající od vsi Lipina.
- Dubinský potok – pravostranný přítok přitékající od vsi Dubina.

## Vodní režim
Průměrný průtok u ústí činí 0,41 m³/s.
M-denní průtoky u ústí:
| M [dní]  | Q30  | Q60  | Q90  | Q120 | Q150 | Q180 | Q210 | Q240 | Q270 | Q300 | Q330 | Q355 | Q364 |
| -------- | ---- | ---- | ---- | ---- | ---- | ---- | ---- | ---- | ---- | ---- | ---- | ---- | ---- |
| Q [m³/s] | 0,94 | 0,65 | 0,50 | 0,41 | 0,33 | 0,28 | 0,23 | 0,19 | 0,16 | 0,13 | 0,09 | 0,06 | 0,04 |